# Loeseliastrum depressum
Loeseliastrum depressum är en blågullsväxtart som först beskrevs av Marcus Eugene Jones och Asa Gray, och fick sitt nu gällande namn av J.M. Porter och L.A. Johnson. Loeseliastrum depressum ingår i släktet Loeseliastrum och familjen blågullsväxter. Inga underarter finns listade i Catalogue of Life.